# Medalla al Valor
La Medalla al Valor (Медаль «За отвагу») va ser creada el 17 d'octubre de 1938 per la Presidència del Soviet Suprem de l'URSS per ser atorgada als membres de l'Exèrcit Roig, Flota de Guerra, Tropes Frontereres i Tropes del Ministeri d'Interior (MVD), així com a civils pel coratge personal i valor demostrat en batalla contra enemics de la Pàtria Socialista, en defensa de les fronteres de la Pàtria i en l'execució del deure militar amb risc de la pròpia vida, i per les activitats contra espies i elements subversius, sense distinció de rang.
Abans de la Gran Guerra Patriòtica només podia ser atorgada mitjançant decret de la Presidència del Soviet Suprem, i la seva concessió estava reservada al President o a un dels seus adjunts al Kremlin. Només en algunes ocasions podia ser concedida a la ciutat del receptor. Durant la Gran Guerra Patriòtica el dret a concedir-la va passar als comandants de l'Exèrcit Roig i l'Armada, en espera de la confirmació per part de la Presidència.
Va ser atorgada sobre unes 4.500.000 vegades, i fins a la Gran Guerra Patriòtica ja havia estat atorgada en 2.600 ocasions a vigilants de fronteres. El primer a rebre-la va ser el membre de les Tropes Frontereres V.I. Abramkin el 22 d'octubre de 1938, 5 dies després de la seva creació. El van seguir N.Y. Gulayev i B.F. Grigoryev, tots ells per les seves accions durant la batalla del Llac Khasan.
També els estrangers podien rebre-la, i pot ser atorgada en més d'una ocasió.
Va ser considerada la medalla militar més respectada de la Unió Soviètica.

## Disseny
És una medalla de plata de 38 mm, amb la inscripció "За Отвагу" (Per Valor) al mig de la medalla i les lletres "C.C.C.P." (URSS) al peu en esmalt vermell. La inscripció queda separada per un tanc soviètic T-35. Al damunt de la medalla hi ha tres avions. Al revers apareix el nombre de concessió.
Es suspèn sobre un galó pentagonal gris amb una franja blava de 2 mm a cada costat.
Originalment, el galó era vermell, igual que l'Estrella d'Heroi de la Unió Soviètica.
| 1938 - 1943               | 1943 - 1991       | 1994 -                        |
| Variant soviètica inicial | Variant soviètica | Variant de la Federació Russa |
| Variant soviètica inicial | Variant soviètica | Variant de la Federació Russa |